# Enes Başar
Enes Başar (ur. 30 kwietnia 1993) – turecki zapaśnik walczący w stylu klasycznym. Olimpijczyk z Paryża 2024, gdzie zajął ósme miejsce w kategorii do 60 kg. Brązowy medalista mistrzostw świata w 2023, a także mistrzostw Europy w 2018 roku. 
Akademicki mistrz świata w 2016. Ósmy na igrzyskach europejskich w 2019. Dziewiąty na igrzyskach wojskowych w 2019. Trzeci w Pucharze Świata w 2016; czwarty w 2017 i piąty w 2014. 
Wicemistrz świata juniorów w 2013, trzeci w 2012. Trzeci na ME U-23 w 2015 i 2016 roku.